# 天延
天延（974年1月16日~976年8月11日）是日本的年號。使用這年號之日本天皇是圓融天皇。

## 改元
- 天祿四年十二月二十（974年1月16日）：改元。
- 天延四年七月十三（976年8月11日）：改元貞元。

## 出處
《史记•周书》：王曰：“定天保，依天室，悉求夫恶，贬从殷王受。日夜劳来定我西土，我维显服，及德方明。自洛汭延于伊汭，居易毋固，其有夏之居。我南望三涂，北望岳鄙，顾詹有河，粤詹雒、伊，毋远天室。”

## 大事記
- 天延三年：《蜻蛉日記》成書。

## 紀年、干支、西曆對照表
| 天延 | 元年   | 二年  | 三年  | 四年  |
| 公元 | 974年* | 974年 | 975年 | 976年 |
| 干支 | 癸酉   | 甲戌  | 乙亥  | 丙子  |

- 天延元年实际只有癸酉年十二月二十至廿九（公历974年1月16日至25日）共十天，全部落入公历974年内。